# Детсадовский полицейский
«Детсадовский полицейский» (англ. Kindergarten Cop) — комедия режиссёра Айвана Райтмана. Съёмки фильма прошли с 30 мая по 4 сентября 1990 года в городке Астория, штат Орегон, а также павильонах студии Universal в Калифорнии.

## Сюжет
Детектив Джон Кимбл (Арнольд Шварценеггер) охотится за наркодельцом Калленом Криспом (Ричард Тайсон). Полицейские разрабатывают сложную операцию по сбору улик против преступника. Им необходимо выйти на бывшую жену Каллена Джойс, скрывшуюся с его деньгами, и сына Доминика. Для этого сотрудница полиции Фиби О`Хара собирается внедриться в школу в г. Астория, где учится Доминик, чтобы предложить ей защиту полиции если она даст показания против мужа. Джон Кимбл должен был прикрывать её в случае опасности.
Ещё не доехав до школы, Фиби слегла из-за внезапного заболевания. Операция под угрозой срыва, и Джону приходится брать инициативу в свои руки. Он сам становится детсадовским воспитателем (начальный класс школы). Кимблу удаётся справиться с матёрым преступником Криспом, который, оказывается, ищет свою бывшую жену Джойс не из-за денег, а чтобы забрать своего сына Доминика. На долю Кимбла выпадает нелёгкое испытание ролью воспитателя, общения и воспитания детей. В итоге он сумел найти педагогический подход к детям в детском саду и даже расположить к себе очаровательную воспитательницу Джойс, стать её мужем и новым отцом для Доминика.

## В ролях
- Арнольд Шварценеггер — Джон Кимбл, детектив
- Пенелопа Энн Миллер — Джойс Палмьери
- Памела Рид — Фиби О`Хара, детектив
- Линда Хант — мисс Шловски, директор школы
- Ричард Тайсон — Каллен Крисп, наркодилер
- Кэрролл Бейкер — Элеанор Крисп, мать Каллена
- Кэти Мориарти — Джиллиан, мама Сильвестра
- Сара Роуз Карр — Эмма
- Кристиан и Джозеф Казинсы — Доминик Палмьери
- Ричард Портноу — капитан Салазар
- Том Дуган — адвокат Криспа

## Производство
На главную роль рассматривались Билл Мюррей, Патрик Суэйзи и Дэнни ДеВито.

## Премии и награды
- 1992 — Премия BMI Film Music Award